# Élections cantonales de 2011 en Seine-et-Marne
Les élections cantonales ont eu lieu les 20 et 27 mars 2011.

## Contexte départemental

### Assemblée départementale sortante
Avant les élections, le conseil général de Seine-et-Marne est présidé par Vincent Eblé (PS). Il comprend 43 conseillers généraux issus des 43 cantons de Seine-et-Marne. 23 d'entre eux sont renouvelables lors de ces élections.
| Parti                             | Sigle | Élus |
| --------------------------------- | ----- | ---- |
| Majorité (23 sièges)              |       |      |
| Parti socialiste                  | PS    | 17   |
| Parti communiste français         | PCF   | 2    |
| Parti de gauche                   | PG    | 1    |
| Parti radical de gauche           | PRG   | 1    |
| Divers gauche                     | DVG   | 1    |
| Europe Écologie Les Verts         | EELV  | 1    |
| Opposition (20 sièges)            |       |      |
| Union pour un mouvement populaire | UMP   | 18   |
| Divers droite                     | DVD   | 2    |
| Président du conseil général      |       |      |
| Vincent Éblé (PS)                 |       |      |

## Résultats à l'échelle du département

### Résultats en nombre de sièges
| Parti | Sièges mis en jeu | Élus | Évolution |
| ----- | ----------------- | ---- | --------- |
| PS    | 11                | 11   | =         |
| UMP   | 7                 | 8    | +1        |
| DVD   | 2                 | 1    | -1        |
| EÉLV  | 1                 | 1    | =         |
| PCF   | 1                 | 1    | =         |
| PRG   | 1                 | 0    | -1        |
| DVG   | 1                 | 2    | +1        |

### Assemblée départementale à l'issue des élections
| Parti                             | Sigle | Élus |
| --------------------------------- | ----- | ---- |
| Majorité (23 sièges)              |       |      |
| Parti socialiste                  | PS    | 17   |
| Parti communiste français         | PCF   | 2    |
| Divers gauche                     | DVG   | 2    |
| Parti de gauche                   | PG    | 1    |
| Europe Écologie Les Verts         | EELV  | 1    |
| Opposition (20 sièges)            |       |      |
| Divers droite                     | DVD   | 19   |
| Union pour un mouvement populaire | UMP   | 1    |
| Président du conseil général      |       |      |
| Vincent Éblé (PS)                 |       |      |

## Résultats par canton

### Canton de Champs-sur-Marne
| Candidats      | Candidats        | Étiquette      | Premier tour | Premier tour | Second tour | Second tour |
| Candidats      | Candidats        | Étiquette      | Voix         | %            | Voix        | %           |
| -------------- | ---------------- | -------------- | ------------ | ------------ | ----------- | ----------- |
|                | Maud Tallet*     | PCF            | 2 194        | 35,38        | 5 084       | 73,14       |
|                | Éric Staelens    | FN             | 1 225        | 19,75        | 1 867       | 26,86       |
|                | Julie Gobert     | PS             | 1 137        | 18,33        |             |             |
|                | Pierre Tébaldini | UMP            | 837          | 13,50        |             |             |
|                | Jacques Huleux   | EELV           | 809          | 13,04        |             |             |
|                |                  |                |              |              |             |             |
| Inscrits       | Inscrits         | Inscrits       | 18 849       | 100,00       | 18 849      | 100,00      |
| Abstentions    | Abstentions      | Abstentions    | 12 539       | 66,52        | 11 463      | 60,81       |
| Votants        | Votants          | Votants        | 6 310        | 33,48        | 7 386       | 39,19       |
| Blancs et nuls | Blancs et nuls   | Blancs et nuls | 108          | 1,71         | 435         | 5,89        |
| Exprimés       | Exprimés         | Exprimés       | 6 202        | 98,29        | 6 951       | 94,11       |

*sortant

### Canton du Châtelet-en-Brie
| Candidats      | Candidats      | Étiquette      | Premier tour | Premier tour | Second tour | Second tour |
| Candidats      | Candidats      | Étiquette      | Voix         | %            | Voix        | %           |
| -------------- | -------------- | -------------- | ------------ | ------------ | ----------- | ----------- |
|                | Jean Dey*      | EELV           | 1 936        | 42,00        | 2 561       | 58,32       |
|                | André Ducelier | DVD            | 1 221        | 26,49        | 1 830       | 41,68       |
|                | Gilbert Boucly | FN             | 1 045        | 22,67        |             |             |
|                | Sylvie Breuil  | PCF            | 407          | 8,83         |             |             |
|                |                |                |              |              |             |             |
| Inscrits       | Inscrits       | Inscrits       | 10 888       | 100,00       | 10 888      | 100,00      |
| Abstentions    | Abstentions    | Abstentions    | 6 164        | 56,61        | 6 152       | 56,50       |
| Votants        | Votants        | Votants        | 4 724        | 43,39        | 4 736       | 43,50       |
| Blancs et nuls | Blancs et nuls | Blancs et nuls | 115          | 2,43         | 345         | 7,28        |
| Exprimés       | Exprimés       | Exprimés       | 4 609        | 97,57        | 4 391       | 92,72       |

*sortant

### Canton de Combs-la-Ville
| Candidats      | Candidats         | Étiquette      | Premier tour | Premier tour | Second tour | Second tour |
| Candidats      | Candidats         | Étiquette      | Voix         | %            | Voix        | %           |
| -------------- | ----------------- | -------------- | ------------ | ------------ | ----------- | ----------- |
|                | Didier Turba*     | PS             | 3 555        | 37,57        | 7 313       | 68,58       |
|                | Adrien Desport    | FN             | 2 153        | 22,75        | 3 351       | 31,42       |
|                | Gilles Alapetite  | UMP            | 1 890        | 19,97        |             |             |
|                | Michèle Tsevery   | EELV           | 1 162        | 12,28        |             |             |
|                | Daniel Allioux    | PG             | 431          | 4,55         |             |             |
|                | Jean-Marc Saglier | PCF            | 272          | 2,87         |             |             |
|                |                   |                |              |              |             |             |
| Inscrits       | Inscrits          | Inscrits       | 30 579       | 100,00       | 30 579      | 100,00      |
| Abstentions    | Abstentions       | Abstentions    | 20 854       | 68,20        | 19 081      | 62,40       |
| Votants        | Votants           | Votants        | 9 725        | 31,80        | 11 498      | 37,60       |
| Blancs et nuls | Blancs et nuls    | Blancs et nuls | 262          | 2,69         | 834         | 7,25        |
| Exprimés       | Exprimés          | Exprimés       | 9 463        | 97,31        | 10 664      | 92,75       |

*sortant

### Canton de la Ferté-sous-Jouarre
| Candidats      | Candidats         | Étiquette      | Premier tour | Premier tour | Second tour | Second tour |
| Candidats      | Candidats         | Étiquette      | Voix         | %            | Voix        | %           |
| -------------- | ----------------- | -------------- | ------------ | ------------ | ----------- | ----------- |
|                | Véronique Bayle   | FN             | 1 942        | 27,06        | 3 288       | 44,06       |
|                | Marie Richard     | PS             | 1 838        | 25,61        | 4 175       | 55,94       |
|                | Pierre Goullieux  | UMP            | 1 460        | 20,34        |             |             |
|                | Philippe Cluzeau  | EELV           | 785          | 10,94        |             |             |
|                | Joëlle Charlier   | DVD            | 604          | 8,42         |             |             |
|                | Éric Bimbi        | PG             | 486          | 6,77         |             |             |
|                | Paola Desbiendras | POI            | 62           | 0,86         |             |             |
|                |                   |                |              |              |             |             |
| Inscrits       | Inscrits          | Inscrits       | 17 633       | 100,00       | 17 629      | 100,00      |
| Abstentions    | Abstentions       | Abstentions    | 10 310       | 58,47        | 9 435       | 53,52       |
| Votants        | Votants           | Votants        | 7 323        | 41,53        | 8 194       | 46,48       |
| Blancs et nuls | Blancs et nuls    | Blancs et nuls | 146          | 1,99         | 731         | 8,92        |
| Exprimés       | Exprimés          | Exprimés       | 7 177        | 98,01        | 7 463       | 91,08       |

### Canton de Lagny-sur-Marne
| Candidats      | Candidats          | Étiquette      | Premier tour | Premier tour | Second tour | Second tour |
| Candidats      | Candidats          | Étiquette      | Voix         | %            | Voix        | %           |
| -------------- | ------------------ | -------------- | ------------ | ------------ | ----------- | ----------- |
|                | Sinclair Vouriot   | DVD-CNIP       | 1 702        | 23,09        | 3 419       | 52,25       |
|                | Patrice Pagny      | SE             | 1 397        | 18,95        | 3 125       | 47,75       |
|                | Philippe Degremont | PS             | 1 394        | 18,91        |             |             |
|                | Jean Marquette     | FN             | 1 337        | 18,14        |             |             |
|                | Antoine Parodi     | EELV           | 626          | 8,49         |             |             |
|                | Christophe Coulamy | PG             | 544          | 7,38         |             |             |
|                | Nathalie Tortrat   | Cap21          | 371          | 5,03         |             |             |
|                |                    |                |              |              |             |             |
| Inscrits       | Inscrits           | Inscrits       | 19 288       | 100,00       | 19 287      | 100,00      |
| Abstentions    | Abstentions        | Abstentions    | 11 813       | 61,25        | 12 060      | 62,53       |
| Votants        | Votants            | Votants        | 7 475        | 38,75        | 7 227       | 37,47       |
| Blancs et nuls | Blancs et nuls     | Blancs et nuls | 104          | 1,39         | 683         | 9,45        |
| Exprimés       | Exprimés           | Exprimés       | 7 371        | 98,61        | 6 544       | 90,55       |

### Canton de Lizy-sur-Ourcq
| Candidats      | Candidats               | Étiquette      | Premier tour | Premier tour | Second tour | Second tour |
| Candidats      | Candidats               | Étiquette      | Voix         | %            | Voix        | %           |
| -------------- | ----------------------- | -------------- | ------------ | ------------ | ----------- | ----------- |
|                | Francis Élu*            | PS             | 1 793        | 36,33        | 2 078       | 36,96       |
|                | Jean-Christophe Piéquet | UMP            | 1 755        | 35,56        | 2 135       | 37,98       |
|                | Béatrice Nicolai        | FN             | 1 387        | 28,11        | 1 409       | 25,06       |
|                |                         |                |              |              |             |             |
| Inscrits       | Inscrits                | Inscrits       | 10 895       | 100,00       | 10 892      | 100,00      |
| Abstentions    | Abstentions             | Abstentions    | 5 823        | 53,45        | 5 161       | 47,38       |
| Votants        | Votants                 | Votants        | 5 072        | 46,55        | 5 731       | 52,62       |
| Blancs et nuls | Blancs et nuls          | Blancs et nuls | 137          | 2,70         | 109         | 1,90        |
| Exprimés       | Exprimés                | Exprimés       | 4 935        | 97,30        | 5 622       | 98,10       |

*sortant

### Canton de Meaux-Nord
| Candidats      | Candidats               | Étiquette      | Premier tour | Premier tour | Second tour | Second tour |
| Candidats      | Candidats               | Étiquette      | Voix         | %            | Voix        | %           |
| -------------- | ----------------------- | -------------- | ------------ | ------------ | ----------- | ----------- |
|                | Olivier Morin*          | UMP            | 3 262        | 35,66        | 5 588       | 64,48       |
|                | Marie-Christine Arnautu | FN             | 2 057        | 22,49        | 3 078       | 35,52       |
|                | Gérard Chomont          | PS             | 2 021        | 22,09        |             |             |
|                | Caroline Pinet          | EELV           | 792          | 8,66         |             |             |
|                | Patrick Mavre           | PG             | 664          | 7,26         |             |             |
|                | Dominique Pennacchioni  | Cap21          | 214          | 2,34         |             |             |
|                | Sylvie Agu-Cheriki      | POI            | 137          | 1,50         |             |             |
|                |                         |                |              |              |             |             |
| Inscrits       | Inscrits                | Inscrits       | 24 789       | 100,00       | 24 791      | 100,00      |
| Abstentions    | Abstentions             | Abstentions    | 15 412       | 62,17        | 1 976       | 60,41       |
| Votants        | Votants                 | Votants        | 9 377        | 37,83        | 9 815       | 39,59       |
| Blancs et nuls | Blancs et nuls          | Blancs et nuls | 230          | 2,45         | 1 149       | 11,71       |
| Exprimés       | Exprimés                | Exprimés       | 9 147        | 97,55        | 8 666       | 88,29       |

*sortant

### Canton du Mée-sur-Seine
| Candidats      | Candidats          | Étiquette      | Premier tour | Premier tour | Second tour | Second tour |
| Candidats      | Candidats          | Étiquette      | Voix         | %            | Voix        | %           |
| -------------- | ------------------ | -------------- | ------------ | ------------ | ----------- | ----------- |
|                | Franck Vernin      | NC             | 2 968        | 32,61        | 4 595       | 48,67       |
|                | Jean-Pierre Guérin | PS             | 2 722        | 29,91        | 4 846       | 51,33       |
|                | Benoît Chatenet    | FN             | 1 659        | 18,23        |             |             |
|                | Odile Montagne     | EELV           | 1 160        | 12,74        |             |             |
|                | Catherine Petit    | PCF            | 466          | 5,12         |             |             |
|                | Patrick Delvert    | POI            | 127          | 1,40         |             |             |
|                |                    |                |              |              |             |             |
| Inscrits       | Inscrits           | Inscrits       | 23 800       | 100,00       | 23 801      | 100,00      |
| Abstentions    | Abstentions        | Abstentions    | 14 539       | 61,09        | 13 873      | 58,29       |
| Votants        | Votants            | Votants        | 9 261        | 38,91        | 9 928       | 41,71       |
| Blancs et nuls | Blancs et nuls     | Blancs et nuls | 159          | 1,72         | 487         | 4,91        |
| Exprimés       | Exprimés           | Exprimés       | 9 102        | 98,28        | 9 441       | 95,09       |

### Canton de Melun-Sud
| Candidats      | Candidats          | Étiquette      | Premier tour | Premier tour | Second tour | Second tour |
| Candidats      | Candidats          | Étiquette      | Voix         | %            | Voix        | %           |
| -------------- | ------------------ | -------------- | ------------ | ------------ | ----------- | ----------- |
|                | Denis Jullemier    | UMP            | 1 113        | 23,90        | 2 855       | 67,75       |
|                | Nadine Lecomte     | FN             | 948          | 20,36        | 1 359       | 32,25       |
|                | Sabine Enjalbert   | PS             | 875          | 18,79        |             |             |
|                | Pierre Yvroud      | DVD            | 725          | 15,57        |             |             |
|                | Pierre-Yves Blouch | EELV           | 489          | 10,50        |             |             |
|                | Thomas Guyard      | PCF            | 279          | 5,99         |             |             |
|                | Aude Luquet        | MoDem          | 227          | 4,88         |             |             |
|                |                    |                |              |              |             |             |
| Inscrits       | Inscrits           | Inscrits       | 11 779       | 100,00       | 11 779      | 100,00      |
| Abstentions    | Abstentions        | Abstentions    | 7 033        | 59,71        | 6 893       | 58,52       |
| Votants        | Votants            | Votants        | 4 746        | 40,29        | 4 886       | 41,48       |
| Blancs et nuls | Blancs et nuls     | Blancs et nuls | 90           | 1,90         | 672         | 13,75       |
| Exprimés       | Exprimés           | Exprimés       | 4 656        | 98,10        | 4 214       | 86,25       |

### Canton de Montereau-Fault-Yonne
| Candidats      | Candidats         | Étiquette      | Premier tour | Premier tour | Second tour | Second tour |
| Candidats      | Candidats         | Étiquette      | Voix         | %            | Voix        | %           |
| -------------- | ----------------- | -------------- | ------------ | ------------ | ----------- | ----------- |
|                | Léo Aïello*       | PS             | 2 642        | 33,94        | 4 549       | 55,62       |
|                | Jean-Marie Albouy | UMP            | 2 632        | 33,81        | 3 630       | 44,38       |
|                | Robert Caillaboux | FN             | 1 605        | 20,62        |             |             |
|                | Jean-Louis Chomet | PCF            | 692          | 8,89         |             |             |
|                | Alain Aucouturier | POI            | 214          | 2,75         |             |             |
|                |                   |                |              |              |             |             |
| Inscrits       | Inscrits          | Inscrits       | 20 274       | 100,00       | 20 274      | 100,00      |
| Abstentions    | Abstentions       | Abstentions    | 12 155       | 59,95        | 11 380      | 56,13       |
| Votants        | Votants           | Votants        | 8 119        | 40,05        | 8 894       | 43,87       |
| Blancs et nuls | Blancs et nuls    | Blancs et nuls | 334          | 4,11         | 715         | 8,04        |
| Exprimés       | Exprimés          | Exprimés       | 7 785        | 95,89        | 8 179       | 91,96       |

*sortant

### Canton de Moret-sur-Loing
| Candidats      | Candidats         | Étiquette      | Premier tour | Premier tour | Second tour | Second tour |
| Candidats      | Candidats         | Étiquette      | Voix         | %            | Voix        | %           |
| -------------- | ----------------- | -------------- | ------------ | ------------ | ----------- | ----------- |
|                | Michel Bénard*    | PS             | 2 802        | 27,87        | 4 830       | 51,96       |
|                | Patrick Septiers  | MoDem          | 2 014        | 20,04        | 4 465       | 48,04       |
|                | Chantal Delhaye   | FN             | 1 659        | 16,50        |             |             |
|                | James Chéron      | UMP            | 1 570        | 15,62        |             |             |
|                | Rose de la Fuente | EELV           | 999          | 9,94         |             |             |
|                | Mathilde Sabino   | PCF            | 549          | 5,46         |             |             |
|                | Alain Bénard      | DVD            | 459          | 4,57         |             |             |
|                |                   |                |              |              |             |             |
| Inscrits       | Inscrits          | Inscrits       | 24 256       | 100,00       | 24 256      | 100,00      |
| Abstentions    | Abstentions       | Abstentions    | 14 014       | 57,78        | 14 191      | 58,51       |
| Votants        | Votants           | Votants        | 10 242       | 42,22        | 10 065      | 41,49       |
| Blancs et nuls | Blancs et nuls    | Blancs et nuls | 190          | 1,86         | 770         | 7,65        |
| Exprimés       | Exprimés          | Exprimés       | 10 052       | 98,14        | 9 295       | 92,35       |

*sortant

### Canton de Mormant
| Candidats      | Candidats        | Étiquette      | Premier tour | Premier tour | Second tour | Second tour |
| Candidats      | Candidats        | Étiquette      | Voix         | %            | Voix        | %           |
| -------------- | ---------------- | -------------- | ------------ | ------------ | ----------- | ----------- |
|                | Christian Cibier | PS             | 2 132        | 36,49        | 3 752       | 59,24       |
|                | Alain Bruneau    | FN             | 1 735        | 29,70        | 2 582       | 40,76       |
|                | Michel Magne     | UMP            | 1 482        | 25,37        |             |             |
|                | Solange Muzette  | PCF            | 493          | 8,44         |             |             |
|                |                  |                |              |              |             |             |
| Inscrits       | Inscrits         | Inscrits       | 15 454       | 100,00       | 15 454      | 100,00      |
| Abstentions    | Abstentions      | Abstentions    | 9 451        | 61,16        | 8 619       | 55,77       |
| Votants        | Votants          | Votants        | 6 003        | 38,84        | 6 835       | 44,23       |
| Blancs et nuls | Blancs et nuls   | Blancs et nuls | 161          | 2,68         | 501         | 7,33        |
| Exprimés       | Exprimés         | Exprimés       | 5 842        | 97,32        | 6 334       | 92,67       |

### Canton de Nemours
| Candidats      | Candidats         | Étiquette      | Premier tour | Premier tour | Second tour | Second tour |
| Candidats      | Candidats         | Étiquette      | Voix         | %            | Voix        | %           |
| -------------- | ----------------- | -------------- | ------------ | ------------ | ----------- | ----------- |
|                | Bernard Rodier*   | UMP            | 3 008        | 37,72        | 3 861       | 48,89       |
|                | Claude Jamet      | DVG            | 2 785        | 34,92        | 4 036       | 51,11       |
|                | Jean-Luc Choquet  | FN             | 1 475        | 18,50        |             |             |
|                | Marie-José Maroni | PCF            | 537          | 6,73         |             |             |
|                | Jean-Pierre Curie | POI            | 170          | 2,13         |             |             |
|                |                   |                |              |              |             |             |
| Inscrits       | Inscrits          | Inscrits       | 20 074       | 100,00       | 20 074      | 100,00      |
| Abstentions    | Abstentions       | Abstentions    | 11 914       | 59,35        | 11 703      | 58,30       |
| Votants        | Votants           | Votants        | 8 160        | 40,65        | 8 371       | 41,70       |
| Blancs et nuls | Blancs et nuls    | Blancs et nuls | 185          | 2,27         | 474         | 5,66        |
| Exprimés       | Exprimés          | Exprimés       | 7 975        | 97,73        | 7 897       | 94,34       |

*sortant

### Canton de Pontault-Combault
| Candidats      | Candidats          | Étiquette      | Premier tour | Premier tour | Second tour | Second tour |
| Candidats      | Candidats          | Étiquette      | Voix         | %            | Voix        | %           |
| -------------- | ------------------ | -------------- | ------------ | ------------ | ----------- | ----------- |
|                | Monique Delessard* | PS             | 2 556        | 36,54        | 5 160       | 67,97       |
|                | Jocelyne Dobosz    | FN             | 1 503        | 21,49        | 2 432       | 32,03       |
|                | Monique Hauer      | UMP            | 1 045        | 14,94        |             |             |
|                | Delphine Heuclin   | PG             | 916          | 13,10        |             |             |
|                | Hocine Oumari      | EELV           | 610          | 8,72         |             |             |
|                | Antoine Blocier    | PCF            | 365          | 5,22         |             |             |
|                |                    |                |              |              |             |             |
| Inscrits       | Inscrits           | Inscrits       | 20 241       | 100,00       | 20 241      | 100,00      |
| Abstentions    | Abstentions        | Abstentions    | 13 086       | 64,65        | 12 117      | 59,86       |
| Votants        | Votants            | Votants        | 7 155        | 35,35        | 8 124       | 40,14       |
| Blancs et nuls | Blancs et nuls     | Blancs et nuls | 160          | 2,24         | 532         | 6,55        |
| Exprimés       | Exprimés           | Exprimés       | 6 995        | 97,76        | 7 592       | 93,45       |

*sortant

### Canton de Provins
| Candidats      | Candidats            | Étiquette      | Premier tour | Premier tour | Second tour | Second tour |
| Candidats      | Candidats            | Étiquette      | Voix         | %            | Voix        | %           |
| -------------- | -------------------- | -------------- | ------------ | ------------ | ----------- | ----------- |
|                | Bertrand Caparroy*   | PS             | 1 978        | 37,29        | 3 083       | 59,63       |
|                | Jean-Patrick Sottiez | UMP            | 1 443        | 27,20        | 2 087       | 40,37       |
|                | Julien Laurent       | FN             | 1 292        | 24,35        |             |             |
|                | Michel Vankeirsbilck | PCF            | 351          | 6,62         |             |             |
|                | Amélie Piegay        | EELV           | 241          | 4,54         |             |             |
|                |                      |                |              |              |             |             |
| Inscrits       | Inscrits             | Inscrits       | 13 301       | 100,00       | 13 301      | 100,00      |
| Abstentions    | Abstentions          | Abstentions    | 7 895        | 59,36        | 7 758       | 58,33       |
| Votants        | Votants              | Votants        | 5 406        | 40,64        | 5 543       | 41,67       |
| Blancs et nuls | Blancs et nuls       | Blancs et nuls | 101          | 1,87         | 373         | 6,73        |
| Exprimés       | Exprimés             | Exprimés       | 5 305        | 98,13        | 5 170       | 93,27       |

*sortant

### Canton de Rebais
| Candidats      | Candidats               | Étiquette      | Premier tour | Premier tour | Second tour | Second tour |
| Candidats      | Candidats               | Étiquette      | Voix         | %            | Voix        | %           |
| -------------- | ----------------------- | -------------- | ------------ | ------------ | ----------- | ----------- |
|                | Anne Chain-Larché*      | UMP            | 1 747        | 43,97        | 2 522       | 66,23       |
|                | Pascal Aberlen          | FN             | 913          | 22,98        | 1 286       | 33,77       |
|                | Célia Firmin            | PS             | 623          | 15,68        |             |             |
|                | Pierre Doerler          | EELV           | 484          | 12,18        |             |             |
|                | Marie-Françoise Lepetit | PCF            | 206          | 5,18         |             |             |
|                |                         |                |              |              |             |             |
| Inscrits       | Inscrits                | Inscrits       | 9 381        | 100,00       | 9 381       | 100,00      |
| Abstentions    | Abstentions             | Abstentions    | 5 342        | 56,94        | 5 204       | 55,47       |
| Votants        | Votants                 | Votants        | 4 039        | 43,06        | 4 177       | 44,53       |
| Blancs et nuls | Blancs et nuls          | Blancs et nuls | 66           | 1,63         | 369         | 8,83        |
| Exprimés       | Exprimés                | Exprimés       | 3 973        | 98,37        | 3 808       | 91,17       |

*sortant

### Canton de Roissy-en-Brie
| Candidats      | Candidats           | Étiquette      | Premier tour | Premier tour | Second tour | Second tour |
| Candidats      | Candidats           | Étiquette      | Voix         | %            | Voix        | %           |
| -------------- | ------------------- | -------------- | ------------ | ------------ | ----------- | ----------- |
|                | Jean-François Oneto | UMP            | 3 943        | 39,44        | 5 562       | 52,76       |
|                | François Perrussot* | PS             | 2 411        | 24,12        | 4 981       | 47,24       |
|                | Éric Lebègue        | FN             | 1 535        | 15,35        |             |             |
|                | Sylvie Fuchs        | PCF            | 1 204        | 12,04        |             |             |
|                | Filoména Berwick    | EELV           | 790          | 7,90         |             |             |
|                | Daniel Martin       | POI            | 114          | 1,14         |             |             |
|                |                     |                |              |              |             |             |
| Inscrits       | Inscrits            | Inscrits       | 27 678       | 100,00       | 27 678      | 100,00      |
| Abstentions    | Abstentions         | Abstentions    | 17 536       | 63,36        | 16 636      | 60,11       |
| Votants        | Votants             | Votants        | 10 142       | 36,64        | 11 042      | 39,89       |
| Blancs et nuls | Blancs et nuls      | Blancs et nuls | 145          | 1,43         | 499         | 4,52        |
| Exprimés       | Exprimés            | Exprimés       | 9 997        | 98,57        | 10 543      | 95,48       |

*sortant

### Canton de Rozay-en-Brie
| Candidats      | Candidats             | Étiquette      | Premier tour | Premier tour | Second tour | Second tour |
| Candidats      | Candidats             | Étiquette      | Voix         | %            | Voix        | %           |
| -------------- | --------------------- | -------------- | ------------ | ------------ | ----------- | ----------- |
|                | Jean-Jacques Barbaux* | UMP            | 2 655        | 40,37        | 4 191       | 64,00       |
|                | Stéphane Aberlen      | FN             | 1 762        | 26,79        | 2 357       | 36,00       |
|                | Jonathan Lachaize     | EELV           | 938          | 14,26        |             |             |
|                | Martine Marchand      | PCF            | 800          | 12,17        |             |             |
|                | Michel Sénotier       | POI            | 421          | 6,40         |             |             |
|                |                       |                |              |              |             |             |
| Inscrits       | Inscrits              | Inscrits       | 16 742       | 100,00       | 16 742      | 100,00      |
| Abstentions    | Abstentions           | Abstentions    | 9 997        | 59,71        | 9 551       | 57,05       |
| Votants        | Votants               | Votants        | 6 745        | 40,29        | 7 191       | 42,95       |
| Blancs et nuls | Blancs et nuls        | Blancs et nuls | 169          | 2,51         | 643         | 8,94        |
| Exprimés       | Exprimés              | Exprimés       | 6 576        | 97,49        | 6 548       | 91,06       |

*sortant

### Canton de Thorigny-sur-Marne
| Candidats      | Candidats         | Étiquette      | Premier tour | Premier tour | Second tour | Second tour |
| Candidats      | Candidats         | Étiquette      | Voix         | %            | Voix        | %           |
| -------------- | ----------------- | -------------- | ------------ | ------------ | ----------- | ----------- |
|                | Arnaud de Belenet | UMP            | 3 768        | 34,97        | 5 927       | 54,16       |
|                | Jean Calvet*      | PRG            | 2 695        | 25,01        | 5 016       | 45,84       |
|                | Daniel Le Blanc   | FN             | 2 309        | 21,43        |             |             |
|                | Patrick Gueguen   | DVG            | 1 383        | 12,84        |             |             |
|                | Gérard Salkowky   | PCF            | 620          | 5,75         |             |             |
|                |                   |                |              |              |             |             |
| Inscrits       | Inscrits          | Inscrits       | 31 240       | 100,00       | 31 241      | 100,00      |
| Abstentions    | Abstentions       | Abstentions    | 20 159       | 64,53        | 19 504      | 62,43       |
| Votants        | Votants           | Votants        | 11 081       | 35,47        | 11 737      | 37,57       |
| Blancs et nuls | Blancs et nuls    | Blancs et nuls | 306          | 2,76         | 794         | 6,76        |
| Exprimés       | Exprimés          | Exprimés       | 10 775       | 97,24        | 10 943      | 93,24       |

*sortant

### Canton de Torcy
| Candidats      | Candidats        | Étiquette      | Premier tour | Premier tour | Second tour | Second tour |
| Candidats      | Candidats        | Étiquette      | Voix         | %            | Voix        | %           |
| -------------- | ---------------- | -------------- | ------------ | ------------ | ----------- | ----------- |
|                | Gérard Eude*     | PS             | 2 933        | 32,54        | 7 418       | 71,39       |
|                | Martine Staelens | FN             | 1 706        | 18,93        | 2 930       | 28,31       |
|                | Pierre Lafaye    | UMP            | 1 434        | 15,91        |             |             |
|                | Katia Molinès    | EELV           | 1 242        | 13,78        |             |             |
|                | Nabia Pisi       | NC             | 587          | 6,51         |             |             |
|                | Blaise Chabanis  | PG             | 515          | 5,71         |             |             |
|                | Claude Louis     | MoDem          | 359          | 3,98         |             |             |
|                | Cuong Pham Phu   | SE             | 237          | 2,63         |             |             |
|                |                  |                |              |              |             |             |
| Inscrits       | Inscrits         | Inscrits       | 30 380       | 100,00       | 30 380      | 100,00      |
| Abstentions    | Abstentions      | Abstentions    | 21 178       | 69,71        | 19 331      | 63,63       |
| Votants        | Votants          | Votants        | 9 202        | 30,29        | 11 049      | 36,37       |
| Blancs et nuls | Blancs et nuls   | Blancs et nuls | 189          | 2,05         | 701         | 6,34        |
| Exprimés       | Exprimés         | Exprimés       | 9 013        | 97,95        | 10 348      | 93,66       |

*sortant

### Canton de Tournan-en-Brie
| Candidats      | Candidats              | Étiquette      | Premier tour | Premier tour | Second tour | Second tour |
| Candidats      | Candidats              | Étiquette      | Voix         | %            | Voix        | %           |
| -------------- | ---------------------- | -------------- | ------------ | ------------ | ----------- | ----------- |
|                | Jean-Paul Garcia*      | DVD            | 2 072        | 31,70        | 3 158       | 48,61       |
|                | Laurent Gautier        | PS             | 1 785        | 27,31        | 3 338       | 51,39       |
|                | Martine Clément-Launay | FN             | 1 515        | 23,18        |             |             |
|                | Ethem Aga              | EELV           | 767          | 11,73        |             |             |
|                | Alain Arroux           | PCF            | 398          | 6,09         |             |             |
|                |                        |                |              |              |             |             |
| Inscrits       | Inscrits               | Inscrits       | 16 520       | 100,00       | 16 521      | 100,00      |
| Abstentions    | Abstentions            | Abstentions    | 9 849        | 59,62        | 9 581       | 57,99       |
| Votants        | Votants                | Votants        | 6 671        | 40,38        | 6 940       | 42,01       |
| Blancs et nuls | Blancs et nuls         | Blancs et nuls | 134          | 2,01         | 444         | 6,40        |
| Exprimés       | Exprimés               | Exprimés       | 6 537        | 97,99        | 6 496       | 93,60       |

*sortant

### Canton de Vaires-sur-Marne
| Candidats      | Candidats            | Étiquette      | Premier tour | Premier tour | Second tour | Second tour |
| Candidats      | Candidats            | Étiquette      | Voix         | %            | Voix        | %           |
| -------------- | -------------------- | -------------- | ------------ | ------------ | ----------- | ----------- |
|                | Jean-Jacques Marion  | PS             | 2 093        | 28,13        | 4 020       | 53,22       |
|                | Jean-Pierre Noyelles | DVD            | 2 016        | 27,09        | 3 534       | 46,78       |
|                | Emilienne Espinasse  | FN             | 1 821        | 24,47        |             |             |
|                | Franck Rolland       | EELV           | 797          | 10,71        |             |             |
|                | Luc Darloy           | PCF            | 714          | 9,60         |             |             |
|                |                      |                |              |              |             |             |
| Inscrits       | Inscrits             | Inscrits       | 20 536       | 100,00       | 20 537      | 100,00      |
| Abstentions    | Abstentions          | Abstentions    | 12 960       | 63,11        | 12 539      | 61,04       |
| Votants        | Votants              | Votants        | 7 576        | 36,89        | 7 998       | 38,94       |
| Blancs et nuls | Blancs et nuls       | Blancs et nuls | 135          | 1,78         | 444         | 5,55        |
| Exprimés       | Exprimés             | Exprimés       | 7 441        | 98,22        | 7 554       | 94,45       |

### Canton de Villiers-Saint-Georges
| Candidats      | Candidats        | Étiquette      | Premier tour | Premier tour | Second tour | Second tour |
| Candidats      | Candidats        | Étiquette      | Voix         | %            | Voix        | %           |
| -------------- | ---------------- | -------------- | ------------ | ------------ | ----------- | ----------- |
|                | Nicolas Fénart*  | UMP            | 1 057        | 39,77        | 1 573       | 59,67       |
|                | Jean-Marc Gamard | FN             | 820          | 30,85        | 1 063       | 40,33       |
|                | Xavier Albinet   | PS             | 492          | 18,51        |             |             |
|                | Daniel Guichard  | PCF            | 154          | 5,79         |             |             |
|                | Thierry Vallée   | MoDem          | 135          | 5,08         |             |             |
|                |                  |                |              |              |             |             |
| Inscrits       | Inscrits         | Inscrits       | 5 690        | 100,00       | 5 690       | 100,00      |
| Abstentions    | Abstentions      | Abstentions    | 2 949        | 51,83        | 2 799       | 49,19       |
| Votants        | Votants          | Votants        | 2 741        | 48,17        | 2 891       | 50,81       |
| Blancs et nuls | Blancs et nuls   | Blancs et nuls | 83           | 3,03         | 255         | 8,82        |
| Exprimés       | Exprimés         | Exprimés       | 2 658        | 96,97        | 2 636       | 91,18       |

*sortant